# Tochihuitzin Coyolchiuhqui
Tochihuitzin Coyolchiuhqui (finales del siglo XV - s. XVI) fue un señor de Teotlatzinco, poeta en lengua náhuatl e hijo de Itzcóatl. Tochihuitzin fue contemporáneo de Nezahualcóyotl. De acuerdo con los Anales de Cuauhtitlan, fue uno de los muchos hijos de Itzcóatl, el tlahtoani mexica de Tenochtitlan.
Los Anales de Cuauhtitlan mencionan a Tochihuitzin, en relación con un episodio ocurrido en 1419 cuando los tepanecas de Azcapotzalco asesinaron al gobernante de Tezcoco, Ixtlilxochitl. El joven principie Nezahualcóyotl estuvo en peligro pero gracias a la acción de Tochihuitzin, el joven príncipe pudo huir y refugiarse en Tenochtitlan. La edad exacta de Tochihuitzin en ese episodio no se conoce, aunque otro hecho mencionado en la Crónica mexicáyotl es más útil a ese respecto. Su autor, Hernando de Alvarado Tezozómoc, menciona que Tochihuitzin se casó con Achihuapoltzin, hija del famoso consejero Tlacaelel; debido a que ese último hecho debió pasar del episodio con Nezahualcóyotl, puede asumirse que hacia 1419 no tenía más de 25 años. Por lo que su fecha de nacimiento debe situarse hacia finales del siglo XV.
- Datos: Q6147818